# 大同县
大同县曾是中国山西省一个旧县名。位于山西省北部，大同盆地东北，桑干河上游。
本为大同川地。重熙十七年（1048年），西夏犯边，辽朝析云中县置大同县。户一万。属西京大同府。元代，属大同路。明清时期，属大同府。民国初年，废府，直属山西省。后为雁門道驻地。中共政权设置察哈尔省后，大同县为雁北专区驻地。1952年，撤销察哈尔省后，随雁北专区归属山西省，后属雁北地区、大同市。2018年，撤銷大同縣，改设为市辖区，是为雲州區。

## 行政区划
大同县下辖3个镇、7个乡：
西坪镇、倍加造镇、周士庄镇、吉家庄乡、峰峪乡、杜庄乡、党留庄乡、聚乐堡乡和许堡乡。